# Tinamou à gorge blanche
Tinamus guttatus
Espèce
Statut de conservation UICN

 NT A3c : Quasi menacé
Le Tinamou à gorge blanche (Tinamus guttatus) est une espèce d'oiseau appartenant à la famille des Tinamidae.
Cet oiseau vit en Amazonie.